# Ratusz w Lesku
Ratusz w Lesku – budowla usytuowana pośrodku rynku w Lesku. Został wybudowany w 1896. Jest to piętrowy budynek z wieżą zegarową. Reprezentuje styl eklektyczny. Nad wejściem umieszczony jest herb Leska z okresu pierwotnych właścicieli miasta – Kmitów.

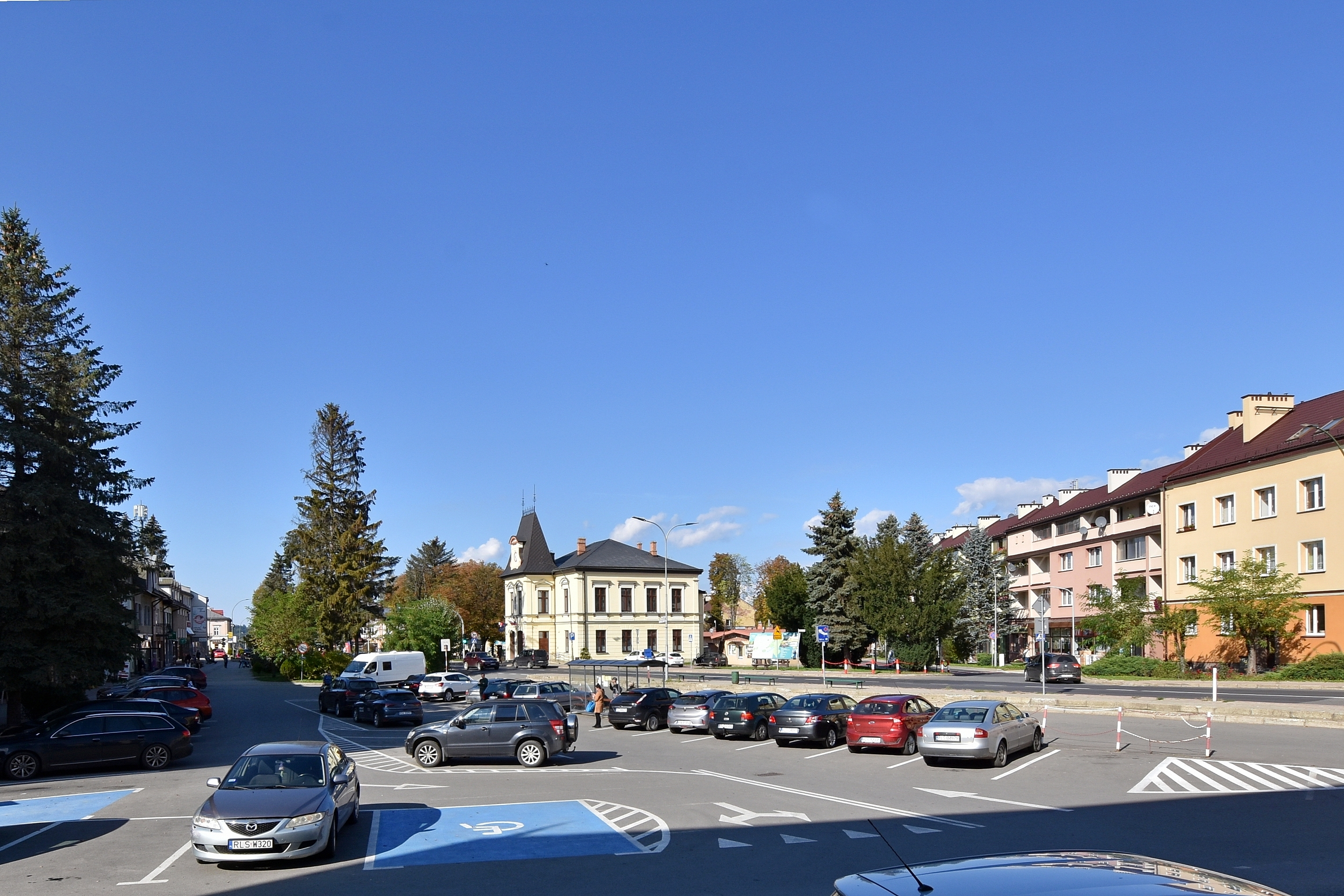
Widok ogólny
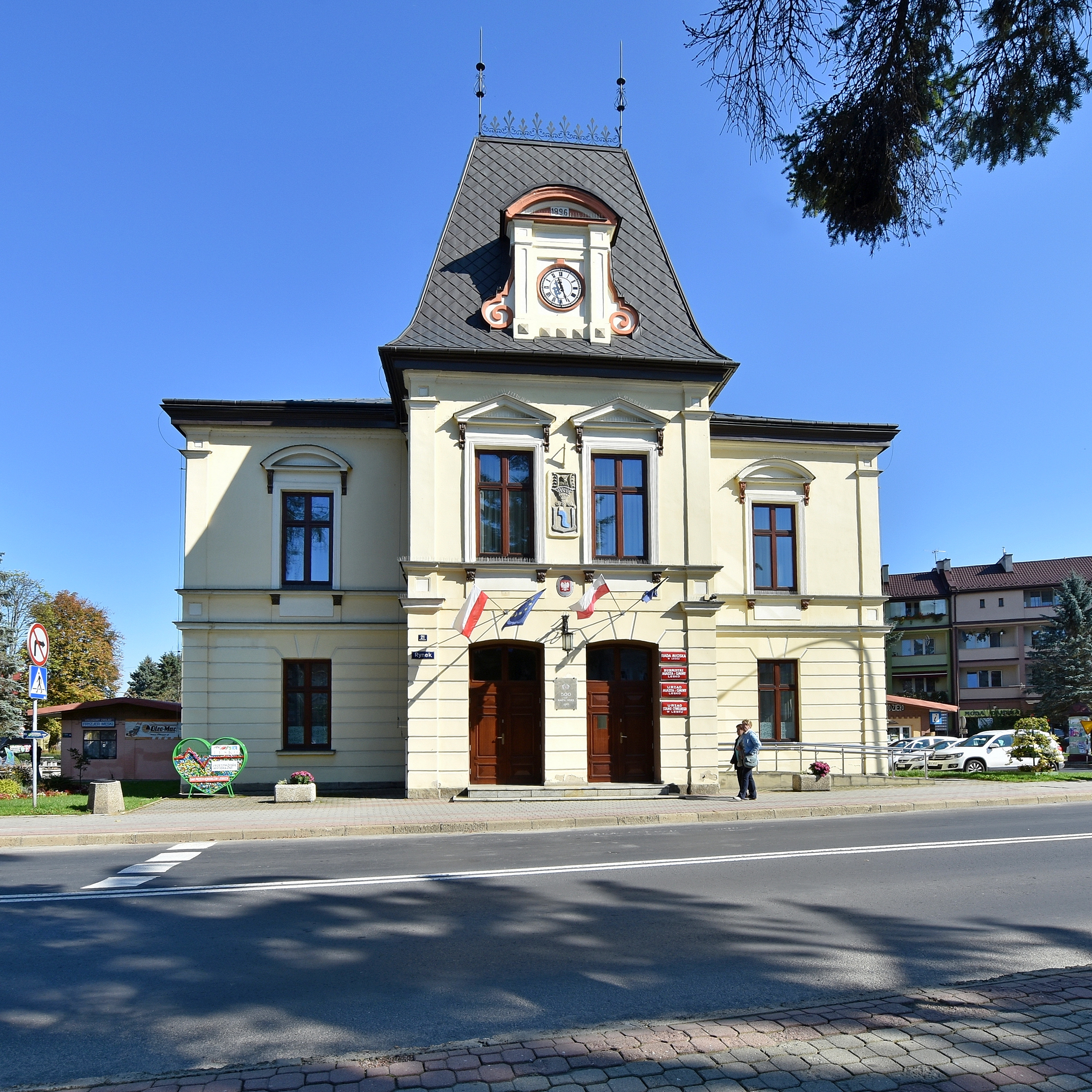
Elewacja frontowa
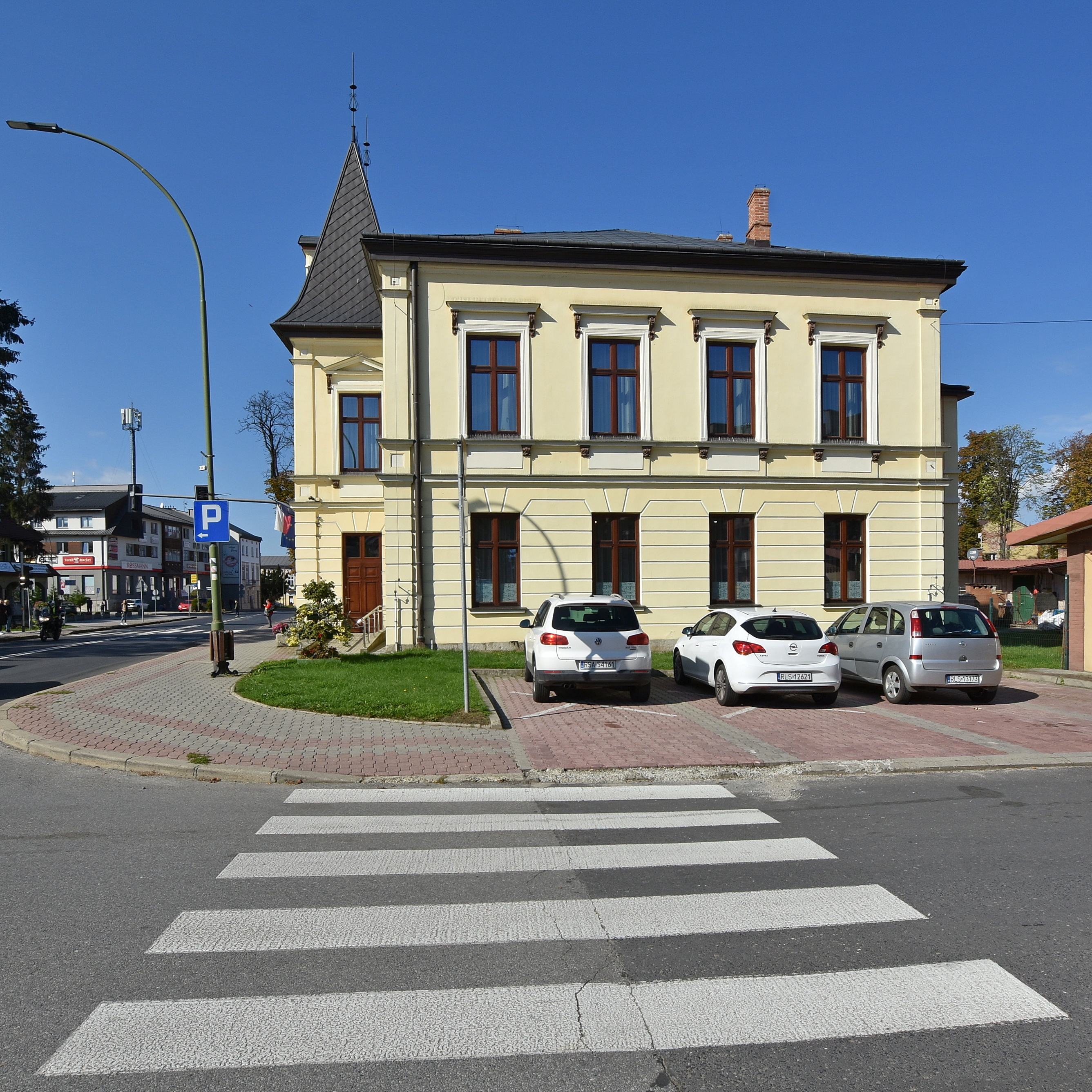
Elewacja boczna